# James Holman
James Holman (Exeter; 15 de octubre de 1786 - 29 de julio de 1857), conocido como «El viajero ciego», fue un aventurero británico, observador social y autor de numerosos libros en los cuales describe sus extensos viajes alrededor del mundo. A la edad de 25 años quedó completamente ciego y empezó a sufrir dolores debilitantes y movilidad limitada, por lo cual en 1832 emprendió una serie de viajes en solitario con permiso de la corte británica. Llegó a navegar el globo y visitar numerosos países por medio de la ecolocalizacion humana que más tarde describiría en sus escritos. Continuó viajando y para octubre de 1846 había visitado todos los continentes habitados.

## Biografía
Nació en Exeter, hijo de un boticario. Ingresó en la Marina Real Británica en 1798 como voluntario de primera clase y fue nombrado teniente en abril de 1807. En 1810, mientras estaba en el Guerriere frente a las costas de las Américas, fue afectado por una enfermedad que primero atacó sus articulaciones y finalmente su visión. A la edad de 25 años, quedó totalmente ciego de manera permanente.
En reconocimiento del hecho de que su enfermedad fue causada durante sus deberes, fue nombrado en 1812 parte de los Caballeros Navales de Windsor y le dieron una beca de por vida para vivir en el castillo de Windsor. Este estatus le exigía que asistiera a los servicios de la iglesia por lo menos dos veces al día, para pronunciar oraciones suplementarias al rey a cambio de alojamiento y comida. Sin embargo, esta vida sedentaria y tranquila le hacia sentir más enfermo de lo que ya estaba, por lo que solicitó varias licencias para poder estudiar medicina y literatura en la Universidad de Edimburgo. Pudo ir al extranjero en un Gran Tour entre 1819 y 1821 que le permite visitar Francia, Italia, Suiza, Alemania, Bélgica y Países Bajos. A su regreso a Inglaterra, publicó The Narrative of a Journey through France, etc (Londres, 1822).
Emprendió un nuevo viaje en 1822 con el objetivo de realizar la vuelta al mundo desde el oeste hasta el este, algo que en ese momento era casi imposible para un viajero solitario y más para una persona con su condición. Sin embargo, viajó a través de Rusia hasta la frontera mongola de Irkutsk, en donde fue capturado por funcionarios del zar que creían que era un espía, por lo que fue deportado hacia las fronteras de Polonia.
Regresó a casa, atravesando Austria, Sajonia, Prusia y Hannover. Al llegar publicó Travels through Russia, Siberia, etc. (Londres, 1825).
Poco después se propuso de nuevo viajar a través de Rusia por un método diferente para burlar a las autoridades rusas. Un relato de su notable logro se publicó en cuatro volúmenes en 1834 a 1835, bajo el título de A Voyage Round the World, que incluye Viajes a África, Asia, Australasia y América desde 1827 hasta 1832.